# Brachyolenecamptus
Brachyolenecamptus is een kevergeslacht uit de familie van de boktorren (Cerambycidae). De wetenschappelijke naam van het geslacht werd voor het eerst geldig gepubliceerd in 1948 door Breuning.

## Soorten
Brachyolenecamptus omvat de volgende soorten:
- Brachyolenecamptus banksi Breuning, 1948
- Brachyolenecamptus fuscosticticus Breuning, 1948